# فرودگاه ایبان
فرودگاه ابن (به انگلیسی: Ebon Airport) یک فرودگاه با کد یاتا EBO است. این فرودگاه در کشور جزایر مارشال قرار دارد.

## شرکت‌های هواپیمایی و مقصدهای پروازی
| شرکت‌های هواپیمایی        | مقصدهای پروازی         |
| ------------------------ | ---------------------- |
| ال‌ای‌ام موزامبیک ایرلاینز | انییت، اس جزیره مارشال |